# أنتوني إتش غيويا
أنتوني إتش غيويا (بالإنجليزية: Anthony H. Gioia) هو دبلوماسي أمريكي، ولد في 1941.